# Charles Magnante
Charles Magnante, född den 7 december 1905 i New York i New York, död december 1986 i Westchester i New York, var en amerikansk dragspelsvirtuos, kompositör och instrumenttekniker.
Charles Magnante var en dragspelarnas dragspelare. Han var tre gånger ordförande i American Accordionists' Association, och visade att man kan spela vad som helst på dragspel. Han höjde därför dragspelets anseende. Magnante föddes i New York på 106th Street i den del som kallas Harlem. Hans far brukade spela dragspel på italienska bröllop och vid 6 års ålder väcktes Magnantes intresse för instrumentet. Han avancerade till en av världens främsta dragspelsartister. Han har bland annat framträtt i Civic Stadium i Buffalo med en publik av över 40 000 personer.
Under senare hälften av 1920-talet medverkade Magnante, tillsammans med musiker som Mike Mosiello och Andy Sannella, ofta på de otaliga inspelningar som skivbolaget Grey Gull gav ut, vilket ger dessa ett särpräglat sound jämfört med de flesta andra samtida inspelningar av dans- och populärmusik.

## Verk i urval
- Accordiana
- Malaguena
- Tantalizing
- Begin the Beguine
- Moritat
- Espana Wlatz
- Caravan
- Paree
- Cielito Lindo